# Laura Iharlegui
Laura Iharlegui (1 de septiembre de 1960-) es una botánica, curadora, y profesora argentina. Es investigadora agrostóloga como Jefa de Sección Poaceae y de Sección Dicotiledóneas (excepto Asteraceae), en el Museo de la Plata, de la Universidad Nacional de La Plata.
Actualmente es docente de la Facultad de Ciencias Naturales y Museo, Universidad Nacional de La Plata.

## Algunas publicaciones
- laura Iharlegui, g. Delucchi. 2006. Plant biodiversity inventory of Misiones Province: Asteraceae. Darwiniana 44 (2): 375-452

- liliana Katinas, laura Iharlegui. 1995. Las colecciones botánicas y sus plagas: en un ejemplar de herbario se esconde un mundo de abominables criaturas. Rev. Museo, La Plata 1 (6): 31-34

- laura Iharlegui, j.a. Hurrell. 1992. Asteraceae de interés etnobotánico de los departamentos de Santa Victoria e Iruya (provincia de Salta, Argentina). Ecognicion 3: 3-18

### Libros
- susana e. Freire, laura Iharlegui. 2006. En F. O. Zuloaga, O. Morrone & M. J. Belgrano (eds.) Catálogo de las plantas vasculares de América del Sur subtropical y templada. Monographs in Systematic Botany from the Missouri Botanical Garden 114. Missouri Botanical Garden. Saint Louis, EE. UU. ISSN 0161-1542

- -------------------, e. Urtubey, g. Sancho, n.d. Bayón, l. Katinas, d.g. Gutiérrez, d.a. Giuliano, a.a. Sáenz, l. Iharlegui, g. Delucchi. 2006. Plant biodiversity inventory of Misiones Province: Asteraceae. Darwiniana 44(2): 375-452 archivo pdf en línea (enlace roto disponible en Internet Archive; véase el historial, la primera versión y la última).

- -------------------, gisela Sancho, estrella Urtubey, Néstor Bayón, liliana Katinas, daniel Giuliano, diego Gutiérrez, alcides a. Sáenz, laura Iharlegui. 2005. Catalogue of Asteraceae of Chacoan Plain, Argentina. Volumen 43 de Compositae Newsletter. Editor The Swedish Museum of Natural History, Department of Phanerogamic Botany. 126 pp.

- ángel l. Cabrera, jorge v. Crisci, gustavo Delucchi, susana e. Freire, daniel a. Giuliano, laura Iharlegui, liliana Katinas, alcides a. Sáenz, gisela Sancho, estrella Urtubey. 2000. Catálogo ilustrado de las compuestas -=Asteraceae- de la Provincia de Buenos Aires, Argentina: sistemática, Ecología y usos. La Plata: Secretaria de Política Ambiental Provincia de Buenos Aires, 136 pp.

- susana e. Freire, laura Iharlegui. 2000. Ejemplares tipo de Asteraceae (Compositae) de A.L. Cabrera. Darwiniana 38 (3-4): 307-368 archivo html en línea (enlace roto disponible en Internet Archive; véase el historial, la primera versión y la última).

## Honores
- Ganadora del Subsidio para Museos de Fundación Antorchas para el desarrollo del Proyecto de acondicionamiento de depósito para almacenamiento de Colecciones División Plantas Vasculares que tiene como objetivo innovar las formas de almacenamiento, optimizar el espacio disponible aislando de los lugares de trabajo y desarrollar conductas adecuadas para un eficiente control de plagas. El proyecto se encuentra a cargo del Dr. Jorge Crisci, Jefe de la División Plantas Vasculares y de la autora, Jefa de la Sección DPV.[3]
- La abreviatura «Iharl.» se emplea para indicar a Laura Iharlegui como autoridad en la descripción y clasificación científica de los vegetales.[4]